# Evarts (Schiff)
Die Evarts, auch USS Evarts (Kennung: DE-5), war ein Geleitzerstörer und Typschiff der gleichnamigen Klasse der United States Navy, der von 1943 bis 1945 in Dienst stand.

## Geschichte
Sie lief am 7. Dezember 1942 in der Werft Boston Navy Yard vom Stapel als BDE-5 und wurde nach Lieutenant Milo Burnell Evarts benannt. Es war vorgesehen, das Schiff an die britische Royal Navy abzugeben. Es verblieb dann aber doch in der U.S. Navy und wurde am 15. April 1943 unter dem Kommando von Lieutenant Commander C. B. Henrique, USNR in Dienst gestellt.
Nach U-Boot-Abwehr- und Radar-Training in der Chesapeake Bay, wurde die Evarts als Konvoi-Eskorte eingesetzt. Hier führte sie die Divisionsflagge der Escort Division 5. Nach fünf Konvois nach Casablanca, fuhr sie von Norfolk am 22. April 1944 nach Bizerte. Zwei Tage, bevor sie ihren Zielhafen erreichte, erlitt ihr Konvoi einen schweren Torpedoangriff von feindlichen Torpedoflugzeugen. Sie nahm ihre Aufgabe als Flugabwehrschiff erfolgreich wahr, indem sie viele feindliche Flugzeuge abschoss.
Während der Rückreise von diesem Konvoi, am 29. Mai 1944, wurde die Evarts vom Konvoi-Dienst abgezogen, um den beiden torpedierten Schiffen, Block Island und Barr, zu helfen. Als sie die angegebene Position erreicht hatte, war die Block Island bereits gesunken. Die Evarts nahm die Barr in Schlepptau und fuhr mit ihr nach Casablanca. Eine zweite Konvoi-Eskorte nach Bizerte war ohne besondere Ereignisse, genauso wie der Konvoi nach Palermo und die drei Konvoi-Eskorten nach Oran.
Nach Erfüllung ihrer Konvoi-Aufgaben, am 11. Juni 1945, diente sie in der Folgezeit als Zielschiff für U-Boote in New London bis zum 11. September 1945. Die Evarts wurde am 2. Oktober 1945 außer Dienst gestellt und am 12. Juli 1946 abgewrackt.
Die Evarts erhielt einen Battle Star für Verdienste im Zweiten Weltkrieg.